# Seismic Unix
Seismic Unix é um pacote de código aberto de softwares geofísicos mantido pelo Center for Wave Phenomena (CWP) na Colorado School of Mines (CSM).

## História
Einar Kjartansson começou a escrever o que hoje se chama SU (o pacote SY) na década de 1970 durante se trabalho de pós-graduação no Jon Claerbout's Stanford Exploration Project (SEP), continuou a expandir o pacote enquanto professor na Universidade de Utah, durante a década de 1980. Em 1984, durante uma longa visita ao SEP Einar apresentou SY para Shuki Ronen, então um estudante de pós-graduação em Stanford. Ronen posteriormente desenvolveu SY de 1984 até 1986. Outros estudantes do SEP começaram a usar e contribuir com ideias e códigos para o pacote. SY foi inspirado por muitos outros softwares desenvolvidos no SEP e foi beneficiado pelo trabalho fundador de Claerbout e vários dos seus alunos: Rob Clayton, Stew Levin, Dave Hale, Jeff Thorson, Chuck Sword, além de outros pioneiros no processamento sísmico em Unix durante as décadas de 1970 e 1980.
Em 1986, Shuki Ronen trouxe esse trabalho para o CWP no Colorado School of Mines durante seu ano de pós-doutorado lá. Ronen ajudou Cohen a transformar SU em um produto robusto e usável em outros contextos. Chris Liner também contribuiu para o projeto ajudando com os gráficos e atualmente contribui para o uso do SU por seus estudantes na Universidade de Houston.

## Sintaxe
As rotinas do SU funcionam no terminal unix e podem ser usadas em conjuntos com linguagens de script, como Bourne Shell (sh) ou Bourne-again Shell (bash)

### Rotinas simples
Vários dos programas do pacote SU são usados como simples comandos de terminal, por exemplo, para visualizar um sismograma, como traços contorcidos 
```
$
 
suxwigb
 
<
 
seismogram.su

```

ou numa imagem 
```
$
 
suximage
 
<
 
seismogram.su

```

### Rotinas mais elaboradas
É possível, usando linguagem bash, processar dados de forma mais elaborada:
```
$
 
for
 
((
i
=
1
;
i<
=
100
;
i++
))
;
 
do

>
 
sufdmod2
 
<
 
model.bin
 
>
 
output.mov
 
nx
=
200
 
nz
=
300
 
tmax
=
5
 
xs
=
$i
 
zs
=
0
 
hsfile
=
seismogram.
$i
.su
>
 
done

```

No exemplo acima o SU vai criar 100 sismogramas em 100 diferentes arquivos.

## Programas SU
O pacote Seismic Unix tem muitos programas necessários ao processamento geofísico. É possível usá-los para maipular e criar novos sismogramas, além de convertê-los entre diferentes padrões (o SU tem um padrão próprio) como o usado emplamente SEG Y.
Aqui você vai encontrar uma lista dos programa que o pacote SU possui, além de uma breve descrição e um link para sua página de ajuda.

### Compressão de dados
Transformada discreta de cosseno
dctcomp Compressão pela transformada discreta do cosseno
dctuncomp Descompressão pela transformada discreta do cosseno
Empacotando
supack1 Empacota dados de traços segy em caracteres
suunpack1 Desempacota dados de traços segy de caracteres para números de fonto flutuante
supack2 Empacota dados de traços segy usando notação de 2 bytes shorts
suunpack2 Desempacota dados de traços segy de shorts para ponto flutuante
Transformada Wavelet
wpc1comp2 Comprime uma seção sísmica 2D traço-a-traço usando pacotes Wavelet
wpc1uncomp2 Descomprime uma seção sísmica 2D, que foi comprimida usand pacotes Wavelet
wpccompress Comprime uma seção sísmica 2D usando pacotes Wavelet
wpcuncompress Descomprime uma seção sísmica 2D
wptcomp Compressão pela transformada em pacotes Wavelet
wptuncomp Descomprime dados comprimidos pela transformada em pacotes Wavelet
wtcomp Comressão pela tranformada Wavelet
wtuncomp Descompressão de dados comprimidos pela transformada Wavelet